# Sergia japonica
Sergia japonica är en kräftdjursart som först beskrevs av Charles Spence Bate 1881.  Sergia japonica ingår i släktet Sergia och familjen Sergestidae. Inga underarter finns listade i Catalogue of Life.